# Eclipse solar de 7 de fevereiro de 2008

Animação mostrando a trajetória do eclipse.

O eclipse solar de 7 de fevereiro de 2008 foi um eclipse anular e o primeiro do ano. Foi visível na Antártida, Austrália e Nova Zelândia. Teve magnitude de 0,9650 e foi o eclipse número 60 da série Saros 121.